# Đỗ Văn Bảnh
Đỗ Văn Bảnh là một tướng lĩnh Quân đội nhân dân Việt Nam, quân hàm Trung tướng. Ông hiện giữ chức vụ Bí thư Đảng ủy, Chính ủy Học viện Quốc phòng., ông từng là Bí thư Đảng ủy, Chính ủy Học viện Lục quân.

## Lịch sử thụ phong quân hàm
| Năm thụ phong | 2019        | 2023        |
| ------------- | ----------- | ----------- |
| Cấp bậc       |             |             |
| Danh Xưng     | Thiếu tướng | Trung tướng |

1. ↑  "Thủ tướng bổ nhiệm Chính ủy Học viện Quốc phòng, Bộ Quốc phòng".